# Le Scrawl
A Le Scrawl 1989-ben alapult német jazzgrind együttes. Alapító tagjai Mario Anders (basszusgitár, ének) és Peter Weiss (dob). Az együttes kezdetben tipikus grindcore zenét játszott, nagy befolyással volt rájuk a grindcore és death metal műfaj is. Végül aztán a grindcore-t elkezdték keverni más műfajokkal például : jazz, ska, swing és így alakult ki ez az érdekes zenei műfaj.

## Tagok
- Mario Anders – basszusgitár, ének
- Peter Weiss – dob
- Michael Kautzsch – billentyűs hangszerek
- Simon Weiss – gitár
- Holger Bergemann – szaxofon

## Diszkográfia
Rengeteg CD-t adtak ki a Life Is Abuse keretében, de ezek közül nem mindegyik lett népszerű.
- Too Short To Ignore – 2002 (gyűjtőalbum, ezen az albumon vannak korábbi számaik, feldolgozások is)
- Eager To Please – 2004 (első önálló lemezük)
- Whisky a Go Go – 2008
- Full Frontal Nudity

Az Eager To Please és a Whisky a Go Go album közötti időben a zenekar járta a világot, és koncertezett. Ezután jelent meg első koncert DvD-jük ami a Full Frontal Nudity címet viseli.

## Külső hivatkozások
- lescrawlofficial
- youtube.com
- https://rateyourmusic.com/artist/le_scrawl